# Bas-Mauco
Bas-Mauco – miejscowość i gmina we Francji, w regionie Nowa Akwitania, w departamencie Landy.
Według danych na rok 1990 gminę zamieszkiwały 242 osoby, a gęstość zaludnienia wynosiła 21 osób/km² (wśród 2290 gmin Akwitanii Bas-Mauco plasuje się na 936. miejscu pod względem liczby ludności, natomiast pod względem powierzchni na miejscu 966.).